# Andrija Drča
Andrija Drča (12 settembre 1999) è un giocatore di football americano serbo, che gioca nel ruolo di defensive lineman per i Beograd Vukovi.